# Laga
Laga o playa de Laga es una playa que está situada en la localidad vizcaína de Ibarranguelua (País Vasco, España).

## Situación
Ubicado en la reserva de Urdaibai y bajo el peñón del Cabo de Ogoño (279 m).
Limita al norte con el mar Cantábrico en el Golfo de Vizcaya, al este con el mencionado Ogoño en el municipio de Elanchove y al suroeste con Lastarria y Anzoras barrios de Ibarrangelua.
Coordenadas = 43°24′31″N 2°39′28″O / 43.40861, -2.65778

## Transporte
La línea A3526 de Bizkaibus da servicio desde Guernica y Luno hasta el barrio de Ibinaga, (Ibarranguelua) y viceversa, teniendo parada en Laga. 
La carretera BI-3234 une Gautéguiz de Arteaga con Ibarranguelua por toda la costa.

## Características de la playa
Tiene 574 m de longitud y 110 de anchura. Su superficie es de 138.499 m² en bajamar y de 42.499 m² en pleamar. La arena de Laga es de grano medio y de color dorado, formada en gran parte por restos de las conchas de invertebrados marinos.
Paseando por la playa se puede observar como el grano de arena va aumentando en diámetro según nos acercamos a la parte oeste de la playa, que es donde están situadas las rocas de las cuales proceden la mayoría de los restos de los ya citados invertebrados. Desde hace unos años, la diputación ha puesto en marcha un plan para la regeneración de dunas, lo cual ha conllevado al cierre de un antiguo aparcamiento que con ayuda de la mano humana está volviendo a ser como lo era originalmente.
La playa no está urbanizada, aunque existe un restaurante Toki-Alai y un par de viviendas de las cuales está prevista su demolición en un futuro cercano para la re-naturalización de la playa. En los meses de verano sufre una gran afluencia de visitantes; según datos de la Diputación Foral de Vizcaya fue la playa con más afluencia de toda la provincia en 2006. Cabe destacar que cuenta con los certificados ISO9001 e ISO14001, de calidad y gestión ambiental respectivamente.
Cabo de Ogoño
El cabo de Ogoño es un acantilado de roca caliza que se alza sobre el mar Cantábrico, justo al oeste de la Playa de Laga. Con una pared casi vertical de 279 metros sobre el nivel el mar, forma parte de la Reserva de la Biosfera de Urdaibai y es el acantilado más alto de la costa vasca y uno de los mayores de la costa del Cantábrico.
Además de su imponente presencia, el cabo tiene un gran valor ecológico y geológico. En sus paredes anidan diversas aves marinas protegidas por lo que en ciertas épocas del año se restringe la escalada para no afectar su habitad.
Escalada en el Cabo de Ogoño

En la actualidad, el rappel en el Cabo de Ogoño esta permitido, pero se deben respetar las normativas locales, y las restricciones. El periodo en el que la practica de rappel o escalada esta mas restringida suele ser durante la temporada de anidación de aves marinas, que va desde la primavera hasta verano.

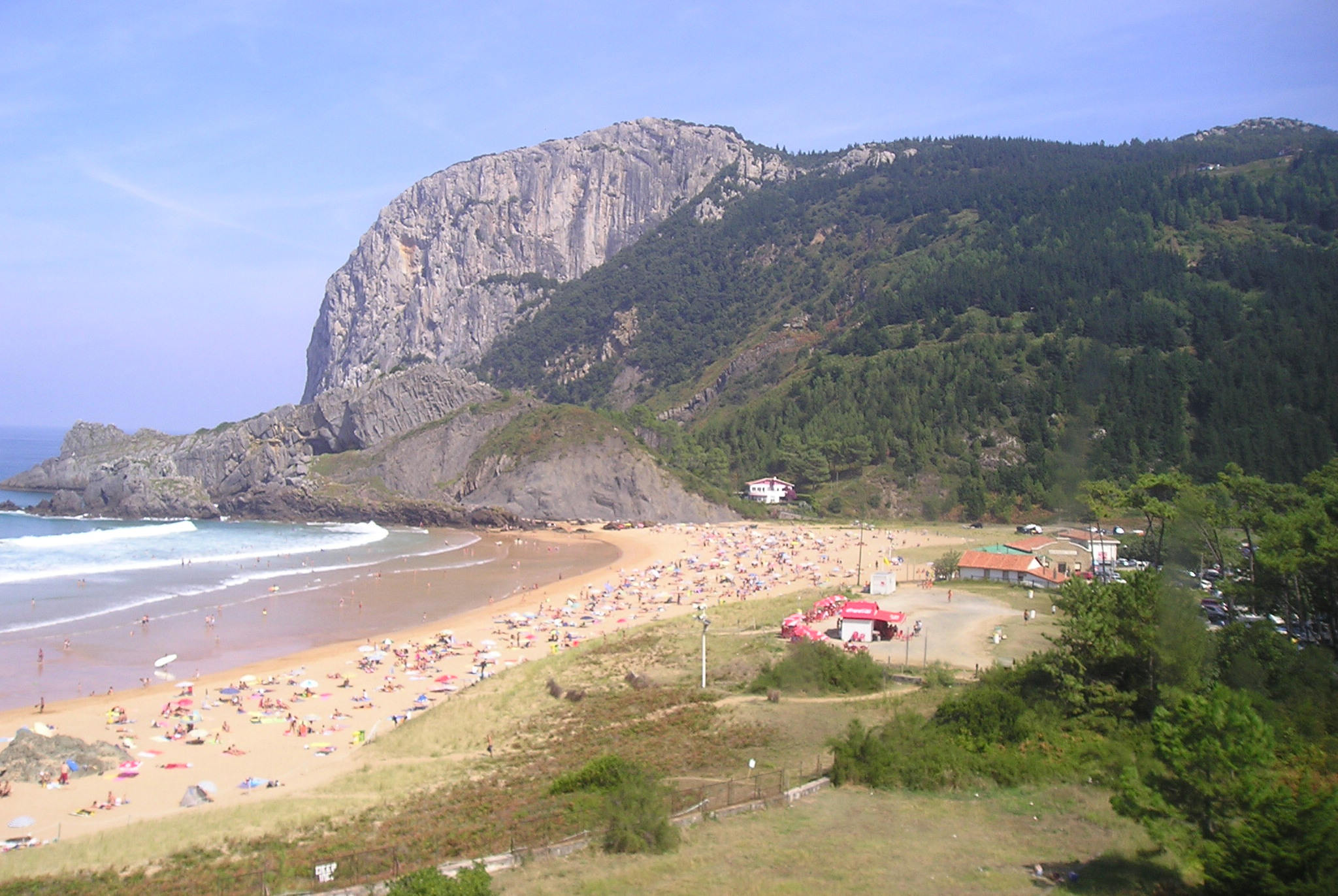
Playa de Laga

## Área
- Bajamar: 138.499 m²
- Pleamar: 42.499 m²

## Servicios
Las condiciones higiénico-sanitarias de la playa suelen ser buenas durante todo el año según los análisis realizados por el departamento de sanidad del Gobierno vasco. Es una playa muy completa en cuanto a servicios. En los meses de verano cuenta con 4 socorristas, 5 hondartzainas, duchas, aseos, un restaurante y dos chiringuitos. Siendo excelente para el deporte del surf.

### Servicio de salvamento y socorrismo
Históricamente el servicio de Salvamento y socorrismo era, al igual que en el resto de playas de Bizkaia, gestionado por la ya desaparecida Federación Vizcaína de Salvamento y Socorrismo, pero desde 2006 es gestionado por la Cruz Roja. Cuenta con una plantilla total de 7 socorristas, de los que trabajan 4 en cada jornada. Teniendo en cuenta la distribución llevada a cabo por la Diputación, Laga (junto con Laida) forma parte de la Zona 6. El horario de apertura del puesto de socorro comprende desde las 11:00 hasta las 20:00 y el servicio de socorro comienza el primer fin de semana de junio y acaba el último fin de semana de septiembre.
En cuanto a medios materiales, los socorristas cuentan con:
- Puesto de socorro (dividido en zona sanitaria y habitáculo)
- Moto de agua (compartida con Laida)
- Quad (compartido con Laida)
- 2 tablones de rescate
- 4 boyas torpedo
- 1 flopy de rescate
- Botiquín de oxigenoterapia
- Desfibrilador semiautomático
- Botiquín portátil
- Camilla de transporte
- Camilla de inmovilización de politrauma
- 7 pares de aletas
- Gafas y esnorquels